# Lijst van voetbalinterlands Kroatië - Slovenië
Deze lijst van voetbalinterlands is een overzicht van alle officiële voetbalwedstrijden tussen de nationale teams van Kroatië en Slovenië. De landen, ooit buurrepublieken in de federale staat Joegoslavië, speelden tot op heden elf keer tegen elkaar. De eerste ontmoeting, een kwalificatiewedstrijd voor het Europees kampioenschap voetbal 1996, werd gespeeld in Zagreb op 26 april 1995. Het laatste duel, een vriendschappelijke wedstrijd, vond plaats op 26 maart 2022 in Ar Rayyan (Qatar).

## Wedstrijden
| №  | Plaats    | Datum            | Competitie           | Wedstrijd          | Uitslag |
| -- | --------- | ---------------- | -------------------- | ------------------ | ------- |
| 1  | Zagreb    | 26 april 1995    | EK 1996 kwalificatie | Kroatië – Slovenië | 2 – 0   |
| 2  | Ljubljana | 15 november 1995 | EK 1996 kwalificatie | Slovenië – Kroatië | 1 – 2   |
| 3  | Split     | 2 april 1997     | WK 1998 kwalificatie | Kroatië – Slovenië | 3 – 3   |
| 4  | Ljubljana | 11 oktober 1997  | WK 1998 kwalificatie | Slovenië – Kroatië | 1 – 3   |
| 5  | Zagreb    | 27 maart 2002    | Vriendschappelijk    | Kroatië – Slovenië | 0 – 0   |
| 6  | Zagreb    | 15 november 2003 | EK 2004 kwalificatie | Kroatië – Slovenië | 1 – 1   |
| 7  | Ljubljana | 19 november 2003 | EK 2004 kwalificatie | Slovenië – Kroatië | 0 – 1   |
| 8  | Maribor   | 20 augustus 2008 | Vriendschappelijk    | Slovenië – Kroatië | 2 – 3   |
| 9  | Ljubljana | 24 maart 2021    | WK 2022 kwalificatie | Slovenië − Kroatië | 1 − 0   |
| 10 | Split     | 7 september 2021 | WK 2022 kwalificatie | Kroatië − Slovenië | 3 − 0   |
| 11 | Ar Rayyan | 26 maart 2022    | Vriendschappelijk    | Kroatië − Slovenië | 1 − 1   |

## Samenvatting
| Competitie        | Totaal gespeeld | Winst Kroatië | Gelijk | Winst Slovenië | Doelsaldo Kroatië – Slovenië |
| ----------------- | --------------- | ------------- | ------ | -------------- | ---------------------------- |
| WK-kwalificatie   | 4               | 2             | 1      | 1              | 9 − 5                        |
| EK-kwalificatie   | 4               | 3             | 1      | 0              | 6 − 2                        |
| Vriendschappelijk | 3               | 1             | 2      | 0              | 4 − 3                        |
| Totaal            | 11              | 6             | 4      | 1              | 19 − 10                      |

## Details

### Eerste ontmoeting
| EK 1996 kwalificatie (Zagreb, Kroatië, 26 april 1995): |              | |
| Kroatië | 2 – 0        | Slovenië |
| Robert Prosinečki 17' Davor Šuker 90' | goals        | |
| Miroslav Blažević | bondscoach   | Zdenko Verdenik |
| Dražen Ladić Nikola Jurčević 12' Robert Jarni Igor Štimac Nikola Jerkan Slaven Bilić Aljoša Asanović Robert Prosinečki Davor Šuker 88' Zvonimir Boban Alen Bokšić | opstellingen | Boško Boškovič Marinko Galič Robert Englaro 78' Darko Milanič Peter Binkovski Alfred Jermaniš Đoni Novak Gregor Židan 75' Zlatko Zahovič Matjaž Florijančič Primož Gliha |
| Tonči Gabrić 12' Dubravko Pavličić 88' | wissels      | 75' Vladimir Kokol 78' Štefan Škaper |
| Igor Štimac 20' Robert Prosinečki 83' | gele kaarten | 13' Robert Englaro |
| Dražen Ladić 12' | rode kaarten | ??', 86' Gregor Židan |

### Tweede ontmoeting
| EK 1996 kwalificatie (Ljubljana, Slovenië, 15 november 1995): |       |                                            |
| Slovenië                                                      | 1 – 2 | Kroatië                                    |
| Primož Gliha 36'                                              | goals | 41' (pen.) Davor Šuker 55' Nikola Jurčević |

### Derde ontmoeting
| WK 1998 kwalificatie (Split, Kroatië, 2 april 1997):        |       |                                                    |
| Kroatië                                                     | 3 – 3 | Slovenië                                           |
| Robert Prosinečki 33' Zvonimir Boban 43' Zvonimir Boban 60' | goals | 45' Primož Gliha 65' Primož Gliha 67' Primož Gliha |
| - Debuut van Goran Jurić (NK Croatia Zagreb) voor Kroatië.  |       |                                                    |

### Vierde ontmoeting
| WK 1998 kwalificatie (Ljubljana, Slovenië, 11 oktober 1997): |       |                                                    |
| Slovenië                                                     | 1 – 3 | Kroatië                                            |
| Zlatko Zahovič 72'                                           | goals | 11' Davor Šuker 40' Zvonimir Soldo 53' Alen Bokšić |
| - Debuut van Daniel Šarić (NK Croatia Zagreb) voor Kroatië.  |       |                                                    |

### Vijfde ontmoeting
| Vriendschappelijk (Zagreb, Kroatië, 27 maart 2002):        |       |          |
| Kroatië                                                    | 0 – 0 | Slovenië |
|                                                            | goals |          |
| - Debuut van Srđan Andrić (HNK Hajduk Split) voor Kroatië. |       |          |

### Zesde ontmoeting
| EK 2004 kwalificatie (Zagreb, Kroatië, 15 november 2003): |       |                  |
| Kroatië                                                   | 1 – 1 | Slovenië         |
| Dado Pršo 5'                                              | goals | 22' Ermin Šiljak |

### Zevende ontmoeting
| EK 2004 kwalificatie (Ljubljana, Slovenië, 19 november 2003): |              | |
| Slovenië | 0 – 1        | Kroatië |
| | goals        | 61' Dado Pršo |
| Bojan Prašnikar | bondscoach   | Otto Barić |
| Mladen Dabanovič Fabijan Cipot 89' Amir Karič Muamer Vugdalič Aleksander Knavs Goran Šukalo 68' Nastja Čeh Zlatko Zahovič Miran Pavlin Mladen Rudonja 46' Milenko Ačimovič | opstellingen | Stipe Pletikosa Darijo Srna 52' Josip Šimunić Robert Kovač Igor Tudor Boris Živković 69' Milan Rapaić Đovani Roso 75' Dado Pršo Niko Kovač Tomo Šokota |
| Adem Kapič 46' Ermin Rakovič 68' Spasoje Bulajič 89' | wissels      | 52' Marko Babić 69' Stjepan Tomas 75' Jerko Leko |
| Amir Karič 11' | gele kaarten | 90' Jerko Leko |
| | rode kaarten | 36', 59' Igor Tudor |
| - Debuut van Tomo Šokota (Benfica) voor Kroatië. |              | |

### Achtste ontmoeting
| Vriendschappelijk (Maribor, Slovenië, 20 augustus 2008): |              | |
| Slovenië | 2 – 3        | Kroatië |
| Marko Šuler 4' Mirnes Šišić 55' (pen.) | goals        | 37' Ivan Rakitić 59' (pen.) Darijo Srna 64' Ivan Rakitić |
| Matjaž Kek | bondscoach   | Slaven Bilić |
| Samir Handanović Andrej Komac 72' Marko Šuler Mitja Mörec 50' Mirnes Šišić 75' Milivoje Novakovič Bojan Jokić Anton Žlogar Andraž Kirm 62' Branko Ilič 83' Mišo Brečko | opstellingen | 46' Stipe Pletikosa Vedran Ćorluka 46' Dario Šimić Robert Kovač Danijel Pranjić 82' Darijo Srna Jerko Leko 19' Niko Kranjčar Ivan Rakitić 46' Mladen Petrić 84' Ivica Olić |
| Boštjan Cesar 50' Valter Birsa 62' Darijan Matič 72' Miran Burgič 75' Zlatko Dedič 83'                                                                                 | wissels      | 19' Ognjen Vukojević 46' Vedran Runje 46' Ivica Križanac 46' Ivan Klasnić 82' Nikola Pokrivač 84' Hrvoje Vejić                                                             |
| Bojan Jokić 53' | gele kaarten | 31' Jerko Leko 55' Ognjen Vukojević 87' Ivan Rakitić |
| - Honderdste interland van aanvoerder Dario Šimić (AS Monaco) voor Kroatië. - Debuut van Ivica Križanac (FC Zenit St Petersburg) voor Kroatië.                         |              | |

### Negende ontmoeting
| WK-kwalificatie (Ljubljana, Slovenië, 24 maart 2021): |       |         |
| Slovenië                                              | 1 – 0 | Kroatië |
| Sandi Lovrić 15'                                      | goals |         |

HNS · A-internationals · Selecties · Bondscoaches · Statistieken · Kroatisch vrouwenelftal · Olympisch elftal · Kroatië U21 · Kroatië U20 · Kroatië U19 · Kroatië U18 · Kroatië U17 · Kroatië U16
1940 – 1956 ·
1990 – 1999 ·
2000 – 2009 ·
2010 – 2019 ·
2020 − 2029
EK's: 1996 · 
2000 · 
2004 · 
2008 · 
2012 · 
2016 · 
2020 · 
2024
WK's: 1998 · 
2002 · 
2006 · 
2010 · 
2014 · 
2018 · 
2022
1940 · 
1941 · 
1942 · 
1943 · 
1944 · 
1945–1955 · 
1956 · 
1957–1989 · 
1990 · 
1991 · 
1992 · 
1993 · 
1994 · 
1995 · 
1996 · 
1997 · 
1998 · 
1999 · 
2000 · 
2001 · 
2002 · 
2003 · 
2004 · 
2005 · 
2006 · 
2007 · 
2008 · 
2009 · 
2010 · 
2011 · 
2012 · 
2013 ·  
2014 · 
2015 · 
2016 · 
2017 · 
2018 ·
2019 ·
2020 ·
2021 ·
2022 ·
2023
Albanië ·
Andorra ·
Argentinië ·
Armenië ·
Australië ·
Azerbeidzjan · 
België ·
Bosnië en Herzegovina ·
Brazilië ·
Bulgarije ·
Canada ·
Chili ·
China ·
Cyprus ·
Denemarken ·
Duitsland ·
Ecuador ·
Egypte ·
Engeland ·
Estland ·
Finland ·
Frankrijk ·
Georgië ·
Gibraltar ·
Griekenland ·
Hongarije ·
Hongkong ·
Ierland ·
IJsland ·
Indonesië ·
Iran ·
Israël ·
Italië ·
Jamaica ·
Japan ·
Joegoslavië ·
Jordanië ·
Kameroen · 
Kazachstan ·
Kosovo ·
Letland ·
Litouwen ·
Liechtenstein ·
Mali ·
Malta ·
Marokko · 
Mexico ·
Moldavië ·
Nederland ·
Nigeria ·
Noord-Ierland ·
Noord-Macedonië ·
Noorwegen ·
Oekraïne ·
Oostenrijk ·
Peru ·
Polen ·
Portugal ·
Qatar ·
Roemenië ·
Rusland ·
San Marino ·
Saoedi-Arabië ·
Schotland ·
Senegal · 
Servië · 
Slovenië ·
Slowakije ·
Spanje ·
Tsjechië ·
Tunesië ·
Turkije ·
Wales ·
Wit-Rusland ·
Zuid-Korea ·
Zweden ·
Zwitserland
Argentinië (2018) ·
Argentinië (2022) ·
Australië (2006) ·
België (2022) ·
Brazilië (2006) ·
Brazilië (2014) ·
Brazilië (2022) ·
Denemarken (2018) ·
Duitsland (2008) ·
Engeland (2018) ·
Engeland (2021) ·
Frankrijk (2018) ·
Ierland (2012) ·
IJsland (2018) ·
Italië (2012) ·
Japan (2006) ·
Kameroen (2014) ·
Marokko (2022, 1) ·
Marokko (2022, 2) ·
Mexico (2014) ·
Nigeria (2018) ·
Oostenrijk (2008) ·
Polen (2008) ·
Rusland (2018) ·
Schotland (2021) ·
Spanje (2012) ·
Spanje (2021) ·
Tsjechië (2016) ·
Tsjechië (2021) ·
Turkije (2008) ·
Turkije (2016)
NZS · A-internationals · Bondscoaches · Selecties · Statistieken · Sloveens vrouwenelftal · Olympisch elftal · Slovenië U21 · Slovenië U20 · Slovenië U19 · Slovenië U18 · Slovenië U17 · Slovenië U16
1991 – 1999 ·
2000 – 2009 ·
2010 – 2019 ·
2020 − 2029
EK's: 1996 · 
2000 · 
2004 · 
2008 · 
2012 · 
2016 · 
2020 · 
2024
WK's: 1998 · 
2002 · 
2006 · 
2010 · 
2014 · 
2018 ·
2022
1991 · 
1992 · 
1993 · 
1994 · 
1995 · 
1996 · 
1997 · 
1998 · 
1999 · 
2000 · 
2001 · 
2002 · 
2003 · 
2004 · 
2005 · 
2006 · 
2007 · 
2008 · 
2009 · 
2010 · 
2011 · 
2012 · 
2013 · 
2014 · 
2015 · 
2016 · 
2017 · 
2018 ·
2019 ·
2020 ·
2021 ·
2022 ·
2023 ·
2024
Albanië ·
Algerije ·
Argentinië ·
Armenië ·
Australië ·
Azerbeidzjan ·
België ·
Bosnië en Herzegovina ·
Bulgarije ·
Canada ·
China ·
Colombia ·
Cyprus ·
Denemarken ·
Duitsland ·
Engeland ·
Estland ·
Faeröer ·
 Finland ·
Frankrijk ·
Georgië ·
Ghana ·
Gibraltar ·
Griekenland ·
Honduras ·
Hongarije ·
IJsland ·
Israël ·
Italië ·
Ivoorkust ·
Joegoslavië ·
Kazachstan ·
Kosovo ·
Kroatië ·
Letland ·
Litouwen ·
Luxemburg ·
Malta ·
Mexico ·
Moldavië ·
Montenegro ·
Nederland ·
Nieuw-Zeeland ·
Noord-Ierland ·
Noord-Macedonië ·
Noorwegen ·
Oekraïne ·
Oman ·
Oostenrijk ·
Paraguay ·
Polen ·
Portugal ·
Qatar ·
Roemenië ·
Rusland ·
San Marino ·
Saoedi-Arabië ·
Schotland ·
Servië ·
Servië en Montenegro ·
Slowakije ·
Spanje ·
Trinidad en Tobago ·
Tsjechië ·
Tunesië ·
Turkije · 
Uruguay ·
Verenigde Arabische Emiraten ·
Verenigde Staten ·
Wales ·
Wit-Rusland ·
Zuid-Afrika ·
Zweden ·
Zwitserland
Algerije (2010) · 
Engeland (2010) · 
Paraguay (2002) · 
Spanje (2002) · 
Verenigde Staten (2010) · 
Zuid-Afrika (2002)